# Hrboki
Hrboki – wieś w Chorwacji, w żupanii istryjskiej, w gminie Barban. W 2011 roku liczyła 179 mieszkańców.